# Dolenci (Słowenia)
Dolenci – wieś w Słowenii, w gminie Šalovci. W 2018 roku liczyła 170 mieszkańców.